# Digosville
Digosville é uma comuna francesa na região administrativa da Normandia, no departamento Mancha. Estende-se por uma área de 9,29 km². Em 2010 a comuna tinha 1 616 habitantes (densidade: 174 hab./km²).